# Rally de Ourense de 2022
El Rally de Ourense de 2022, oficialmente 55.º Rally de Ourense Recalvi, fue la 55.ª edición y la cuarta ronda de la temporada 2022 del Súper Campeonato de España de Rally. Se celebró del 17 al 18 de junio y contó con un itinerario de once tramos que sumaban un total de 145,96 km cronometrados. Fue también puntuable para la Peugeot Rally Cup Ibérica, la Beca Júnior R2 RFEdA y la Copa Suzuki Swift.

## Itinerario
| Día   | Tramo | Nombre                 | Distancia | Hora  | Ganador             | Tiempo  | Líder         |
| ----- | ----- | ---------------------- | --------- | ----- | ------------------- | ------- | ------------- |
| Día 1 | TC1   | Amoeiro                | 15.08 km  | 17:20 | Iván Ares           | 9:21.7  | Iván Ares     |
| Día 1 | TC2   | Irixo-Boborás          | 18.22 km  | 18:05 | Pepe López          | 10:04.3 | Iván Ares     |
| Día 1 | TC3   | Amoeiro                | 15.08 km  | 20:35 | Iván Ares           | 9:11.5  | Iván Ares     |
| Día 1 | TC4   | Irixo-Boborás          | 18.22 km  | 21:20 | Alejandro Cachón    | 9:55.6  | Iván Ares     |
| Día 1 | TC5   | Concello de Ourense    | 1.82 km   | 22:30 | Surhayen Pernía     | 1:37.0  | Iván Ares     |
| Día 2 | TC6   | Barbadás               | 10.14 km  | 10:30 | Efrén Llarena       | 6:10.9  | Iván Ares     |
| Día 2 | TC7   | Toén                   | 15.24 km  | 11:10 | Efrén Llarena       | 8:39.7  | Efrén Llarena |
| Día 2 | TC8   | A Merca-Celanova (TC+) | 13.39 km  | 12:10 | José Antonio Suárez | 7:47.3  | Efrén Llarena |
| Día 2 | TC9   | Barbadás               | 10.14 km  | 14:35 | Efrén Llarena       | 6:11.3  | Efrén Llarena |
| Día 2 | TC10  | Toén                   | 15.24 km  | 15:15 | José Antonio Suárez | 8:43.1  | Efrén Llarena |
| Día 2 | TC11  | A Merca-Celanova       | 13.39 km  | 16:50 | José Antonio Suárez | 7:44.5  | Efrén Llarena |

## Clasificación final
| Pos. | Piloto                  | Copiloto             | Automóvil              | Tiempo    | Diferencia |
| ---- | ----------------------- | -------------------- | ---------------------- | --------- | ---------- |
| 1.   | Efrén Llarena           | Sara Fernández       | Škoda Fabia Rally2 evo | 1:25:52.8 | 0.0        |
| 2.   | José Antonio Suárez     | Alberto Iglesias Pin | Škoda Fabia Rally2 evo | 1:25:56.9 | +4.1       |
| 3.   | Alejandro Cachón        | Ángel Luis Vela      | Citroën C3 Rally2      | 1:28:28.1 | +2:35.3    |
| 4.   | Surhayen Pernía         | Alba Sánchez         | Hyundai i20 N Rally2   | 1:29:13.4 | +3:20.6    |
| 5.   | Óscar Palomo            | Xavi Moreno          | Peugeot 208 Rally4     | 1:32:13.9 | +6:21.1    |
| 6.   | Jorge Cagiao            | María Blanco         | Renault Clio Rally4    | 1:32:39.7 | +6:46.9    |
| 7.   | Roberto Blach           | Mauro Barreiro       | Peugeot 208 Rally4     | 1:33:09.9 | +7:17.1    |
| 8.   | Raúl Hernández          | Rodrigo Sanjuan      | Peugeot 208 Rally4     | 1:33:46.2 | +7:53.4    |
| 9.   | Iago Gabeiras           | "Jandrín"            | Peugeot 208 Rally4     | 1:34:09.7 | +8:16.9    |
| 10.  | Francisco Antonio López | Borja Odriozola      | Hyundai i20 N Rally2   | 1:35:17.9 | +9:25.1    |